# The Moment’s Energy

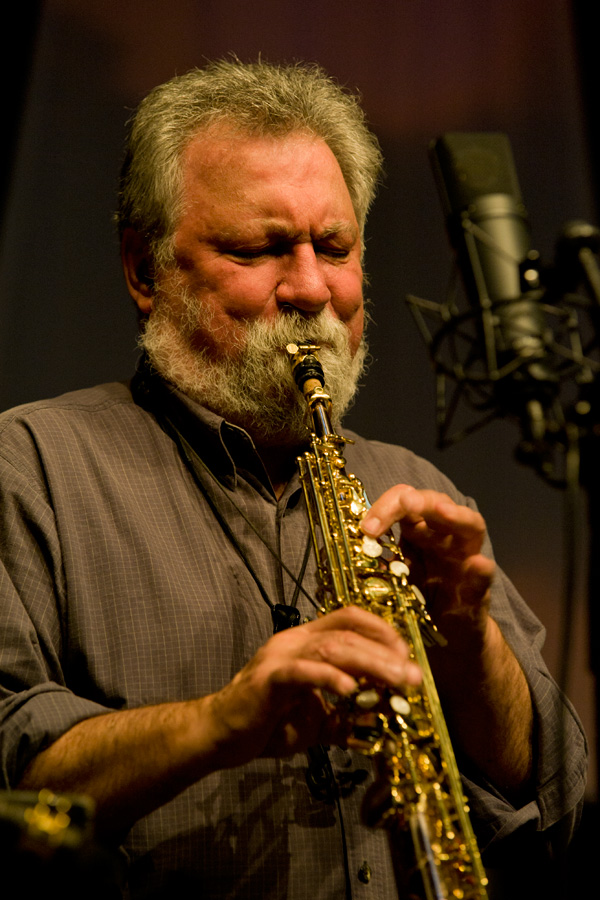
Evan Parker (2012)

The Moment’s Energy ist das fünfte Musikalbum des Evan Parker Electro-Acoustic Ensemble. Es wurde im November 2007 im Lawrence Batley Theatre, Huddersfield aufgenommen und erschienen 2009 bei ECM.

## Das Album
Nachdem Evan Parkers in den 1990er-Jahren entstandenes Electro-Acoustic Ensemble beim vorangegangenen Projekt The Eleventh Hour (2005) bereits auf elf Mitglieder angewachsen war, wurde The Moment’s Energy mit einem 14-köpfigen Ensemble aufgenommen. Hinzu kamen Peter Evans (Trompete), Ned Rothenberg (Klarinette, Shakuhachi) und der Shōspieler Ko Ishikawa.
Das Huddersfield Contemporary Music Festival hatte Evan Parker beauftragt, für das Festival eine Komposition zu schreiben. Dieses 62-minütige, in sieben Abschnitte in Form einer Suite gegliederte Titelstück „erweitert das Konzept einer Liveaufnahme“; nur ein Teil des veröffentlichten Musikwerks wurde im Lawrence Batley Theatre in Huddersfield mitgeschnitten (The Moment's Energy Part IV und die Schlussnummer Incandescent Clouds); der Rest der Aufnahmen wurden bei den vorangegangenen Proben eingespielt und im Studio nachbearbeitet. In diesem Kontext spielte die Postproduktion eine wichtige Rolle. Nach Ansicht von John Kelman schafft dies eine neue Bedeutung des Konzepts der Komposition, wobei das, was bei dem Konzert zu hören war, nicht das Gleiche sei, was man schließlich auf Platte höre, aber trotzdem der gleichen konzeptuellen Sphäre entstamme.
Evan Parker selbst äußerte sich zu seiner Arbeitsweise in einem Interview:
There's a part of me that would love to go in there play for an hour and see what happens, but you enter into a contract with the record company, the promoter, and yourself to try to be on top of things and not just hope for the best. There are still many situations where open, unrestricted improvising is my first choice, and there is a considerable part of The Moment's Energy which is made that way, and those parts are embedded into more formal structuring elements as well. That seems to be the way I work with that band. It doesn't get together enough to just go out there and see what happens. We did it once as an encore in Cologne and it worked fine ... but when you've got the whole concert to play, you need a way of making sure that development and variation happens.
Unterschiedliche Kombinationen von Musikern kamen bei jedem Unterteil der Suite zum Einsatz, um Variation in die unterschiedlichen Klangflächen zu bringen. So haben in Part 1 Agustí Fernández (Piano), Evan Parker (Sopransaxophon) und Philipp Wachsmann (Geige) solistische Parts, in Part 2 Ned Rothenbergs Bassklarinette. Nach den Klangflächen von Part 3 spielt in Part 4 Ko Ishikawa die Shō. Part 7 bringt das ganze Ensemble zum Finale zusammen; das anschließende Incandescent Clouds fasst auf elektronische Weise das Vorangegangene musikalisch zusammen.
Die Titelbezeichnungen The Moment's Energy und Incandescent Clouds stammen aus Father Reason von Rumi sowie aus Under The Pot von Robert Graves.
Evan Parker erhielt für die Musik des Albums The Moment's Energy 2008 den Hamlyn Foundation Award für Komposition.

## Titelliste
- Evan Parker Electro-Acoustic Ensemble: The Moment's Energy (ECM 2066, ECM 177 4798[6])

1. I  9:29
2. II  9:45
3. III  9:34
4. IV  4:19
5. V  9:23
6. VI  8:11
7. VII  11:14
8. Incandescent Clouds  5:05

## Rezeption
John Kelman lobte in All About Jazz die „sorgfältige Balance zwischen akustischer Instrumentierung und den Electronics, Sampling und Processing“ und erwähnt in diesem Zusammenhang das Anwachsen des Electro-Acoustic Ensemble hinsichtlich seiner Mitglieder und seiner stilistischen Bandbreite vom Sextett (Toward the Margins ECM, 1997) zu einem 14-köpfigen Ensemble, besonders hinsichtlich Rothenbergs perkussiver Spielweise, Agustí Fernández Spiel auf dem präparierten Klavier sowie Evan Parkers bemerkenswerten Spiels mit Zirkularatmung und dessen unglaublichen Intervallsprüngen. Im Resultat sei dies „ein Album sowohl mit größerer Dichte als auch größerer Abgrenzung“, es sei zudem „eine der ambitioniertesten Mixturen von Form und Freiheit sowie von bestehenden und neu erfundener [Klang]texturen.“ Mit den Kollektivimprovisationen entstand mit Evans’ Kompositionsansatz dennoch „ein wohldurchdachtes und strukturiertes Stück — auch wenn konventionelle Merkmale wie Melodie und Puls fehlen“. Dieses Werk spanne den Bogen von harscher Dissonanz und schonungslosem Kraftaufwand bis zu ätherischer Atmosphäre und spärlichen Klangfarben. Obwohl The Moment's Energy im Vergleich zu Parkers Boustrophedon (ECM, 2008) über eine weniger klare Struktur verfüge, sei es das bemerkenswertere Werk. „Eine Komposition, die so kein zweites Mal gespielt werden kann, seine sorgfältige Klangkonstruktion in Echtzeit und die Postproduktion machen es zu einem ambitionierten Versuch von großer Wucht und aufregender Subtilität.“
John Fordham meinte im Guardian, obwohl das Album vielleicht weniger auf Jazzfans zugeschnitten sei, als Evans’ Zusammenarbeit mit Roscoe Mitchell von 2007, bringe der neue Trompeter Peter Evans etwas von einem freien Miles-Davis-Klang in die gespenstische Atmosphäre von Part IV (der Liveaufnahme) und in Part V bringe Agustí Fernández eine an Cecil Taylor erinnernde Nervosität hinein. In Part VI tragen Phil Wachsmann und Barry Guy eine „feurige Debatte“ über der intensiven Perkussion von Paul Lytton aus und die „orchestralen Ressourcen der Gruppe realisieren sich in Part VII über Parkers Sopransaxophon-Akzent in weiten Brass Sounds“.
Thom Jurek vergab an das Album im Allmusic die zweithöchste Note von vier Sternen und hob hervor, es sei faszinierend den Wegen zuzuhören, in die sich Evan Parkers Electro-Acoustic Ensemble in den letzten 13 Jahren entwickelt habe. Was bei The Moment’s Energy sofort auffalle, wie stark das Stück formal konstruiert sei. Das bedeutet jedoch nicht, dass es dabei keine Improvisation gebe – doch viel wichtiger sei der Stellenwert der Komponierens im Rahmen des Ganzen. Durch Parkers Kompositionsmethode sei dieses Werk eher eine moderne Komposition als freier oder experimenteller Jazz. Dies sei „ein großartiges Werk, wenn man es als Ganzes nimmt, eine musikalische Reise durch multidimensionale Landschaften und klangliche Schatten, in der die Zeit ausgedehnt wird.“